# Mukatjevo
Mukatjevo (ukrainska: Мукачево lyssna (fil); ryska: Мyкaчeвo, Mukatjevo; rusinska: Мyкaчoвo, Mukatjovo; ungerska: Munkács; rumänska: Muncaci; jiddisch: מונקאטש), före 2017: Mukatjeve (ukrainska: Мукачеве) är en stad i Transkarpatiens oblast i sydvästra Ukraina. Staden ligger vid floden Latorytsja, nära gränsen till Slovakien och Ungern. Mukatjevo beräknades ha 85 569 invånare i januari 2022.
Staden tillhörde Österrike-Ungern före första världskriget och blev 1919, efter kriget, en del av Tjeckoslovakien. Ungern annekterade staden 1938 men den tillföll 1945, vid krigsslutet, dåvarande Sovjetrepubliken Ukraina.